# William Kelly Harrison Jr.
Pour les articles homonymes, voir Harrison.
William Kelly Harrison Jr. (7 septembre 1895 - 25 mai 1987) était un officier très décoré de l'armée de terre américaine (US Army) avec le grade de lieutenant général (général de corps d'armée). Diplômé de l'Académie militaire des États-Unis, il a gravi les échelons jusqu'au grade de brigadier général (général de brigade) pendant la Seconde Guerre mondiale et s'est distingué au combat à plusieurs reprises, en tant que commandant adjoint de la 30e division d'infanterie (30th Infantry Division) pendant la campagne de Normandie et la bataille des Ardennes. Harrison a été décoré de la Distinguished Service Cross, la deuxième plus haute décoration de l'US Army pour la bravoure au combat, pour ses actions pendant l'opération Cobra,.
Après la guerre, Harrison reste dans l'US Army et, après plusieurs affectations aux États-Unis, il est envoyé en Extrême-Orient, où il dirige la délégation à l'armistice du Commandement des Nations Unies (United Nations Command - UNC) pendant la guerre de Corée. Il participe aux pourparlers de trêve qui aboutissent à la signature de l'accord d'armistice de Corée le 27 juillet 1953. Harrison termine sa carrière en tant que commandant général du U.S. Caribbean Command au début de 1957,,.

## Biographie

### Jeunesse
William K. Harrison Jr. est né le 7 septembre 1895 à Washington, D.C., fils de William Kelly Harrison, officier de marine et futur récipiendaire de la Medal of Honor (Médaille d'honneur), et de son épouse Kate Harris. Il est le descendant direct du président William Henry Harrison. Après le lycée, William Jr. est nommé par le sénateur du Texas à l'Académie militaire des États-Unis à West Point, dans l'État de New York, en mai 1913,,.
Il fait partie de la promotion qui a produit plus de 55 futurs officiers généraux, dont deux chefs d'état-major de l'armée de terre - Joseph L. Collins et Matthew B. Ridgway. Parmi ses autres camarades de classe figurent : Clare H. Armstrong, Aaron Bradshaw Jr., Mark W. Clark, John T. Cole, Norman D. Cota, John M. Devine, William W. Eagles, Theodore L. Futch, Charles H. Gerhardt, Augustus M. Gurney, Ernest N. Harmon, George H. Weems, Robert W. Hasbrouck, Frederick A. Irving, Laurence B. Keiser, Charles S. Kilburn, Bryant E. Moore, Daniel Noce, Onslow S. Rolfe, Herbert N. Schwarzkopf, Albert C. Smith, George D. Wahl et Raymond E. S. Williamson,.

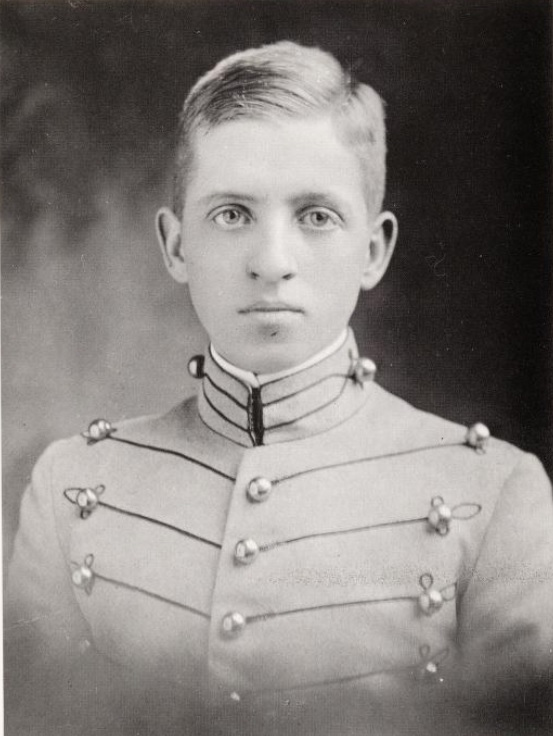
Harrison Jr. en tant que cadet à West Point en 1913.

Harrison obtient son diplôme de Bachelor of Science le 20 avril 1917, peu après l'entrée des États-Unis dans la Première Guerre mondiale, et est nommé sous-lieutenant (second lieutenant) dans la branche cavalerie. Il est ensuite affecté au camp Lawrence J. Hearn, en Californie, où il rejoint le 1er régiment de cavalerie (1st Cavalry Regiment).
Il est ensuite envoyé avec le régiment à Douglas, en Arizona, d'où son unité participe à la garde de la frontière mexicaine. Harrison atteint consécutivement les grades de premier lieutenant (first lieutenant) et de captain (capitaine) et retourne à l'académie militaire de West Point en tant qu'instructeur de langues française et espagnole. À ce titre, il suit également des cours de langues avancés en français et en espagnol.
Harrison est ensuite transféré au 7e régiment de cavalerie (7th Cavalry Regiment) à Fort Bliss, au Texas, où il sert jusqu'au début de l'année 1923, date à laquelle il est affecté à Washington, D.C., au sein de l'état-major de l'École de guerre de l'US Army (Army War College). Il est promu major pendant son service et part pour les Philippines en 1925, où il est rattaché au 26e régiment de cavalerie (26th Cavalry Regiment) (Philippine Scouts - scouts philippins) au camp Stotsenburg à Luçon.
Après son retour aux États-Unis en 1932, Harrison est rattaché au 7e régiment de cavalerie (7th Cavalry Regiment) à Fort Riley, au Kansas. Pendant son séjour à Fort Riley, il suit le cours avancé de l'école de cavalerie de l'armée, siège au conseil de la cavalerie et commande des troupes au sein du 9e régiment de cavalerie (9th Cavalry Regiment).
En juin 1936, Harrison est affecté à l'École de commandement et d'état-major général de l'armée (Army Command and General Staff School) à Fort Leavenworth (Kansas), dont il sort diplômé un an plus tard. Il rejoint alors la faculté de l'école et sert en tant qu'instructeur de tactique jusqu'en septembre 1937, date à laquelle il est envoyé à l'Army War College pour y suivre des cours.
Il obtient son diplôme en juillet 1938 et rejoint le 6e régiment de cavalerie (6th Cavalry Regiment) à Fort Oglethorpe, en Géorgie. Harrison conserve cette affectation jusqu'en août 1939, date à laquelle il est rattaché à la division des plans de guerre (War Plans Division), à l'état-major général du Département de la Guerre (War Department General Staff) à Washington, D.C.. À ce titre, il est promu lieutenant-colonel le 1er juillet 1940,.

### Seconde Guerre mondiale

#### Service aux États-Unis

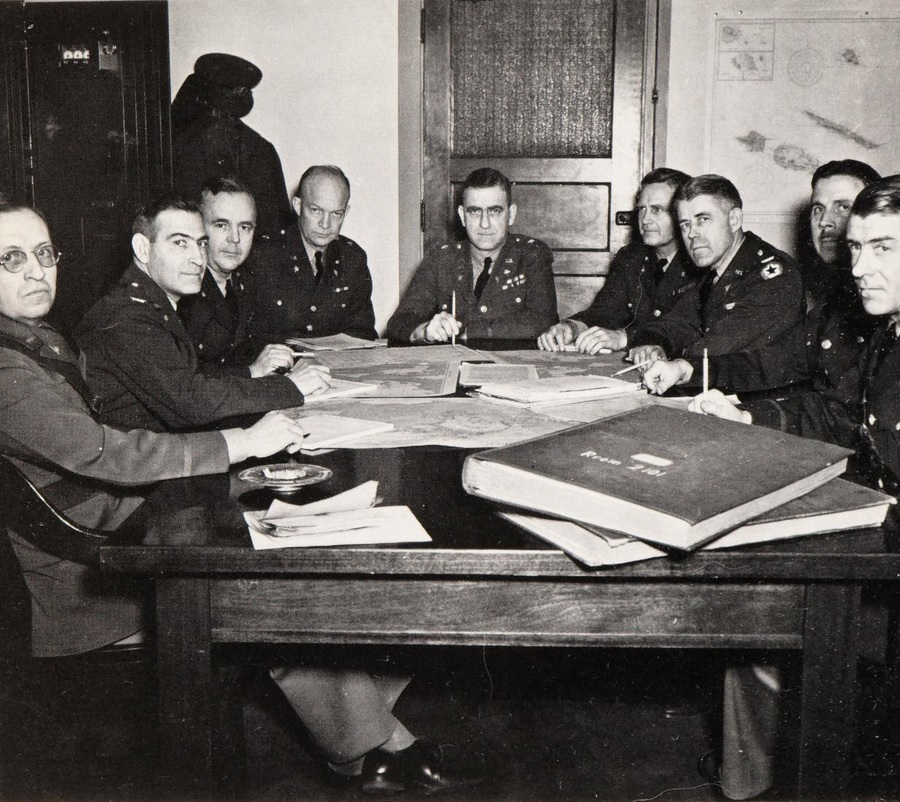
Réunion de la division des plans de guerre de l'état-major général du ministère de la Guerre en 1942. De gauche à droite : Harrison, Lee S. Gerow, Crawford, Eisenhower, Leonard T. Gerow, Handy, Sherrill, McKee et MacKelvie.

Après l'entrée des États-Unis dans la Seconde Guerre mondiale, Harrison est promu au grade temporaire de colonel le 11 décembre 1941, quatre jours seulement après l'attaque japonaise sur Pearl Harbor. Il est nommé chef adjoint du groupe de stratégie et de politique de la division des plans de guerre de l'état-major général du ministère de la Guerre (War Department General Staff) et se voit confier une mission supplémentaire au sein du comité de répartition des responsabilités du chef d'état-major de l'US Army, le général George C. Marshall, chargé de réorganiser le haut commandement de l'armée de terre. Pour ses services rendus à ce titre, Harrison est promu au grade temporaire de brigadier général (général de brigade) le 26 juin 1942,,,.
Il est ensuite affecté à Camp Butner, en Caroline du Nord, où il est rattaché à la 78e division d'infanterie (78th Infantry Division) sous les ordres du major général (général de corps d'armées) Edwin P. Parker Jr. en tant que commandant adjoint de division (Assistant Division Commander - ADC). Harrison participe alors à l'entraînement des remplaçants des unités servant à l'étranger, mais subit une blessure mineure lors d'une course d'obstacles en décembre 1942. Pendant sa convalescence, il reçoit un appel téléphonique du major général Leland Hobbs, qui commande alors la 30e division d'infanterie (30th Infantry Division), l'informant de sa nouvelle affectation au sein de la 30e division de Hobbs,,,.
Harrison est remplacé par le brigadier général John K. Rice et nommé ADC de Hobbs, qui le charge d'organiser l'entraînement de la 30e division d'infanterie à Camp Blanding, en Floride. Harrison et Hobbs se connaissaient depuis West Point, où Hobbs était membre de la promotion 1915. Ils étaient également dans la même classe à l'École de commandement et d'état-major général de l'armée (Army Command and General Staff School) en 1937,.
Billy Harrison n'a pratiquement aucun respect pour Hobbs en tant que chef des troupes. Du point de vue de Harrison, Hobbs a violé tous les principes du commandement, sauf un: il exigeait l'obéissance et l'accordait à ses supérieurs. Mais dans presque tous les autres domaines, de l'entraînement et de la discipline des hommes à la planification des opérations de combat sur le terrain, Harrison décrit Hobbs comme étant "strictement un soldat de caserne", qui s'habitue aux applaudissements,.
Malgré cela, Harrison reste fidèle à Hobbs, qui n'a jamais reçu que le soutien de son ADC. En revanche, Harrison profite de la faiblesse apparente de Hobbs, lorsqu'il a l'occasion d'être avec ses hommes pendant l'entraînement et plus tard au combat.
Harrison participe à l'entraînement de ses troupes en vue des manœuvres du Tennessee en septembre-novembre 1943, au cours desquelles la 30e division fait preuve d'une vigilance et d'un savoir-faire considérables. Après les manœuvres, la division s'installe à Camp Atterbury, dans l'Indiana, où elle se prépare à partir à l'étranger,.

#### Mission outre-mer
Harrison dirige un détachement avancé de la division à l'étranger à la fin du mois de janvier 1944 et passe les mois suivants à s'entraîner intensivement en Angleterre. La 30e division d'infanterie partit pour la France en juin de la même année et débarqua à Omaha Beach, en Normandie, le 11 juin 1944. Harrison participe aux combats du canal de Vire et Taute et du fleuve Vire et gagne rapidement l'admiration de ses troupes en les accompagnant sur les lignes de front, mitraillette M3 en main. Il passe également sa première nuit en France dans une tranchée avec les troupes combattantes,,,.
Le 25 juillet 1944, la 30e division d'infanterie participe au combat près de Saint-Lô, dont elle s'est emparée quelques jours plus tôt. La division doit ensuite participer à l'opération Cobra, une offensive visant à avancer en Bretagne. L'offensive devait commencer par un bombardement de saturation de l'ennemi, les troupes se déplaçant ensuite, mais en raison d'une navigation aérienne imprécise, les avions ont bombardé par erreur leurs propres hommes. Plus de 600 hommes sont touchés, dont beaucoup sont tués, y compris le lieutenant-général Lesley J. McNair, commandant des forces terrestres de l'US Army (Army Ground Forces).
Bien que le groupe de commandement de Harrison soit situé à l'arrière, il retourne délibérément dans la zone avant peu avant le début du bombardement. Il est projeté au sol par l'explosion des tirs d'artillerie allemands, mais s'en sort indemne. Comprenant que le succès de toute l'opération dépendait de la capacité de la 30e division d'infanterie à remplir sa mission, Harrison commença à analyser la situation et découvrit que les chars Sherman de la division étaient totalement désorganisés et que l'infanterie démoralisée était disséminée dans la zone. De plus, le commandant du 120e régiment d'infanterie (États-Unis) (120th Infantry Regiment), le colonel Hammond D. Birks, se trouve quelque part dans la zone avancée et sa jeep a été détruite.

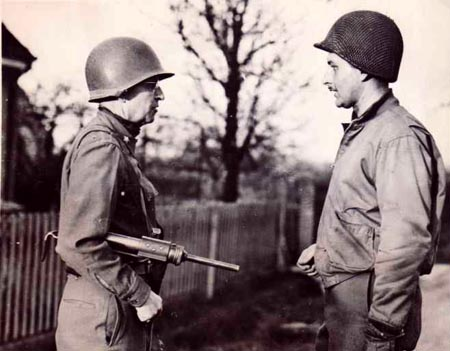
Harrison, armé d'une mitraillette M3, en conversation avec le capitaine John E. Kent, Co. A, 117e régiment d'infanterie, quelque part en France, à l'automne 1944.

Harrison ordonne au commandant de mettre ses chars en formation de combat et de se préparer à l'action, et évacue le colonel Birks en lieu sûr. Il fait passer un soldat armé d'un bazooka à travers une haie et lui ordonne d'attaquer un char allemand qui se trouve à proximité. Le soldat touche le char allemand à plusieurs reprises, mais panique et court à découvert, où il est tué. Harrison revient en rampant et tombe sur quatre chars américains dans un champ voisin, qui attendent le bombardement ennemi en fermant hermétiquement leurs écoutilles. Il grimpa sur le char du commandant et força l'équipage à ouvrir l'écoutille en frappant sur la tourelle du char, puis ordonna l'attaque générale, qui fut couronnée de succès. Pour son héroïsme au combat, il a été décoré de la Distinguished Service Cross, la deuxième plus haute décoration de l'US Army pour sa bravoure au combat,,.
Harrison participe ensuite à la bataille de Mortain, la poussée allemande vers Avranches à la mi-août 1944. La 30e division se heurte à la 1re division SS Panzer d'élite "Leibstandarte SS Adolf Hitler". La 30e division progresse ensuite en Belgique et Harrison se distingue à nouveau le 2 septembre 1944, alors qu'il dirige la Task Force de sa division.
Il roule avec les éléments avancés de sa Task Force en direction de Rumilly, lorsque sa colonne tombe dans une embuscade tendue par des chars ennemis. La jeep de Harrison est touchée au niveau du radiateur et il est atteint par un obus de char de 75 mm ennemi, qui le touche à l'épaule droite, au bras et à la jambe. Harrison s'échappa du véhicule endommagé et gagna le fossé, où il demanda immédiatement à son aide et à son chauffeur de contacter l'officier de rang supérieur afin qu'il puisse poursuivre l'avance. Il ne mentionne pas ses blessures, qui ne sont pas visibles en raison de son imperméable, et rampe sur environ 600 mètres jusqu'à l'arrière de la colonne afin de donner des instructions supplémentaires pour la poursuite de la mission,.
Harrison s'évanouit momentanément en raison de ses blessures, mais refuse d'être évacué tant qu'il n'a pas contacté ses subordonnés et ne leur a pas donné d'instructions pour la poursuite de l'attaque. À ce moment-là, le général Hobbs est arrivé et, après avoir découvert les blessures de Harrison, il ordonne son évacuation. Pour sa bravoure au combat, il fut décoré de la Silver Star et reçut également la Purple Heart pour ses blessures, dont il était très fier,,,.
Il passe une semaine à l'hôpital de la 1re armée à Versailles et rejoint sa division dans la ville belge de Tongres, où la progression de la division est interrompue en raison de la pénurie de carburant et du bourbier des routes. La 30e division se rendit ensuite aux Pays-Bas, où elle libéra la ville de Kerkrade le 25 septembre 1944, et avança vers l'Allemagne, où elle participa au combat sur la ligne Siegfried, puis à la bataille de la ville d'Aix-la-Chapelle, lourdement défendue, le 2 octobre.

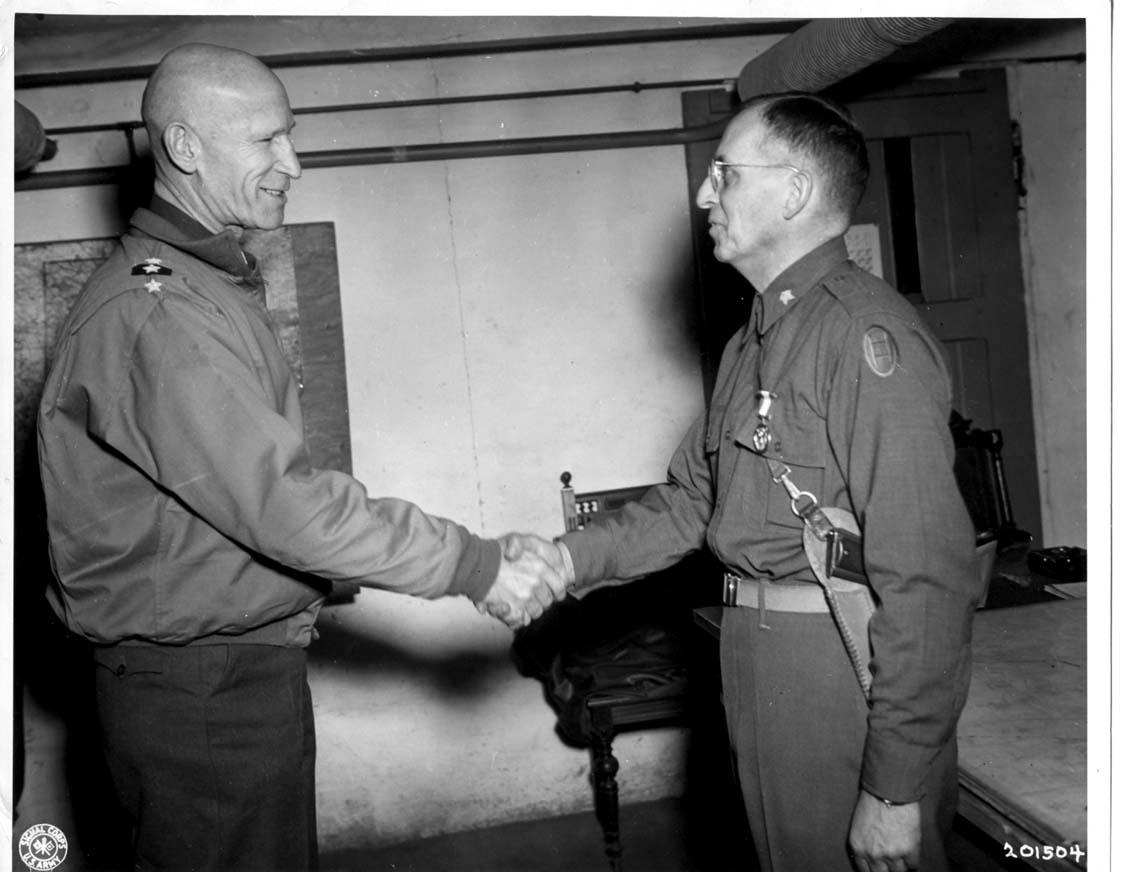
Le lieutenant-général William H. Simpson (commandant général de la Huitième Armée) félicite Harrison pour sa décoration de la Army Distinguished Service Medal pour ses services antérieurs au sein de la War Plans Division, War Department General Staff. Allemagne, février 1945.

Fin novembre 1944, la 30e division d'infanterie reçoit l'ordre de se reposer et de se rééquiper à l'arrière et est transférée à la 9e armée des États-Unis (Ninth United States Army), sous les ordres du lieutenant-général William H. Simpson. Harrison est chargé par Simpson lui-même d'organiser un cours de recyclage pour tous les commandants d'infanterie et d'artillerie de la 9e armée, jusqu'au niveau du bataillon. Harrison expose les tactiques employées par son commandement lors de la prise de plusieurs villes, puis emmène toute la classe sur le terrain à Sankt Jöris, près d'Aix-la-Chapelle, où l'artillerie et les chars sont installés pour montrer comment ils ont été utilisés lors de l'attaque.
Harrison et la 30e division d'infanterie retournèrent au front après le lancement de la vaste offensive allemande dans les Ardennes, le 17 décembre 1944, et participèrent aux combats dans la région de Malmedy-Stavelot. Hobbs confie à Harrison le commandement de la force opérationnelle, composée du 119e régiment d'infanterie (19th Infantry Regiment), qui repousse l'assaut allemand à La Gleize. Harrison et sa force opérationnelle détruisent ou capturent 178 véhicules blindés ennemis, dont 39 chars.
Il n'est pas opérationnel en janvier 1945, car il souffre d'une infection qui nécessite une intervention chirurgicale. À son retour, début février 1945, Harrison reçoit la visite du général William H. Simpson, commandant de la 9e armée des États-Unis, qui lui remet la Army Distinguished Service Medal pour ses services antérieurs au sein de la War Plans Division, War Department General Staff, où il a proposé un nouveau concept d'organisation,.
Au cours du mois de mars 1945, la 30e division d'infanterie se trouve à l'arrière pour se reposer et se remettre en état, et s'entraîne en vue de son prochain déploiement. Harrison participe à la traversée du Rhin (opération Plunder) le 23 mars et progresse encore en Allemagne. Après avoir pris Hamelin et Brunswick au début du mois d'avril 1945, la Task Force de la 30e division, sous le commandement de Harrison, découvre deux grands groupes de femmes juives hongroises dans la forêt de Teutberg.
Le 13 avril 1945, Harrison participe aux efforts pour sauver 2 400 prisonniers du sous-camp du camp de concentration de Neuengamme à Farsleben. La 30e division d'infanterie se dirigea ensuite vers l'est et arrêta son avance sur l'Elbe à Grunewald, rejoignant les forces soviétiques.
Pour son service au sein de la 30e division d'infanterie, Harrison reçut la Legion of Merit (Légion du mérite) et deux médailles de la Bronze Star (Étoile de bronze). Les Alliés lui décernèrent plusieurs décorations, dont la Légion d'honneur, la croix de guerre avec palme par la France, le Distinguished Service Order par la Grande-Bretagne, l'ordre d'Orange-Nassau par les Pays-Bas et l'ordre de la Bannière rouge par l'Union soviétique,,,.

### Service d'après-guerre
Harrison participe ensuite à l'occupation de l'Allemagne à Magdebourg jusqu'en juin 1945, date à laquelle il est nommé commandant général par intérim de la 2e division d'infanterie (2nd Infantry Division) située entre Prague et Pilsen, en Tchécoslovaquie. Il retourne aux États-Unis à la fin du mois de juillet et commande la 2e division d'infanterie pendant les préparatifs du déploiement de combat dans la région du Pacifique,,.
Il est relevé par le major général Edward M. Almond en septembre 1945 et assume les fonctions de commandant adjoint de la division. En raison de la capitulation du Japon, le déploiement dans le Pacifique est annulé et Harrison sert avec la 2e division d'infanterie à Camp Swift, au Texas, jusqu'en avril 1946. Harrison est alors nommé commandant général à Camp Carson, dans le Colorado, où il est responsable de la démobilisation des troupes revenant des zones de guerre en Europe et dans le Pacifique,,,.
En novembre 1946, Harrison est ramené à son grade permanent de colonel et envoyé au Japon, où il est rattaché au quartier général du commandement suprême des puissances alliées (Supreme Commander for the Allied Powers), sous la direction du général Douglas MacArthur, en tant que responsable des affaires administratives et des réparations. À ce titre, il collabore étroitement avec le général MacArthur et est chargé de restaurer l'économie japonaise le plus rapidement possible,,,.
Il occupe cette fonction jusqu'en janvier 1947, date à laquelle il est nommé commandant du quartier général du commandant suprême des puissances alliées et exerce également les fonctions d'officier exécutif du commandement pour l'Extrême-Orient,.
Harrison est à nouveau promu brigadier général (général de brigade) le 24 janvier 1948 et nommé chef de la section des réparations au quartier général du commandant suprême des puissances alliées, poste qu'il occupe jusqu'en décembre 1948, date à laquelle il est renvoyé aux États-Unis,.
Il est ensuite nommé chef de la division de l'information et de l'éducation des forces armées du département de l'armée à Washington, D.C. et est promu major général (général de division) le 11 mars 1949. À ce titre, Harrison est responsable de la propagande et des cours de vulgarisation universitaire. Il n'aime pas ce travail et, après le déclenchement de la guerre de Corée, il demande à être affecté à un commandement de campagne, espérant que le chef du personnel de l'US Army, Matthew B. Ridgway, qui est son ami et camarade de classe de West Point, l'aidera,.
Malheureusement, Ridgway ne peut pas l'aider à ce moment-là et lui propose un poste de commandant général de Fort Dix, dans le New Jersey, avec une fonction supplémentaire de commandant général de la 9e division d'infanterie. Harrison accepte l'offre en septembre 1950 et est responsable de la formation des remplaçants des troupes en Europe et en Corée. Au cours de cycles d'entraînement de seize semaines, il doit transformer de jeunes hommes en soldats efficaces, mais ses méthodes ne sont pas comprises par certains parents des recrues et font l'objet d'une presse défavorable,.
Les marches de nuit et les marches forcées de 30 km avec des sacs à dos font l'objet de plaintes auprès des membres du Congrès. Lorsque le père d'une recrue est invité à passer une semaine à la caserne avec son fils, il change d'avis et, de retour chez lui, écrit une seconde lettre au rédacteur en chef du journal, retirant toutes ses critiques.
Harrison ordonne également l'intégration raciale totale des logements à Fort Dix. Il convient de préciser qu'il n'était pas raciste, mais qu'il n'était pas non plus un militant des droits civiques. Il le fait parce qu'il a besoin que ses casernes fonctionnent de manière plus efficace. Les baraquements destinés aux recrues blanches étaient surpeuplés et ceux destinés aux Afro-Américains étaient à moitié vides. L'entraînement a également été intégré sur le plan racial par Harrison,.

### Guerre de Corée

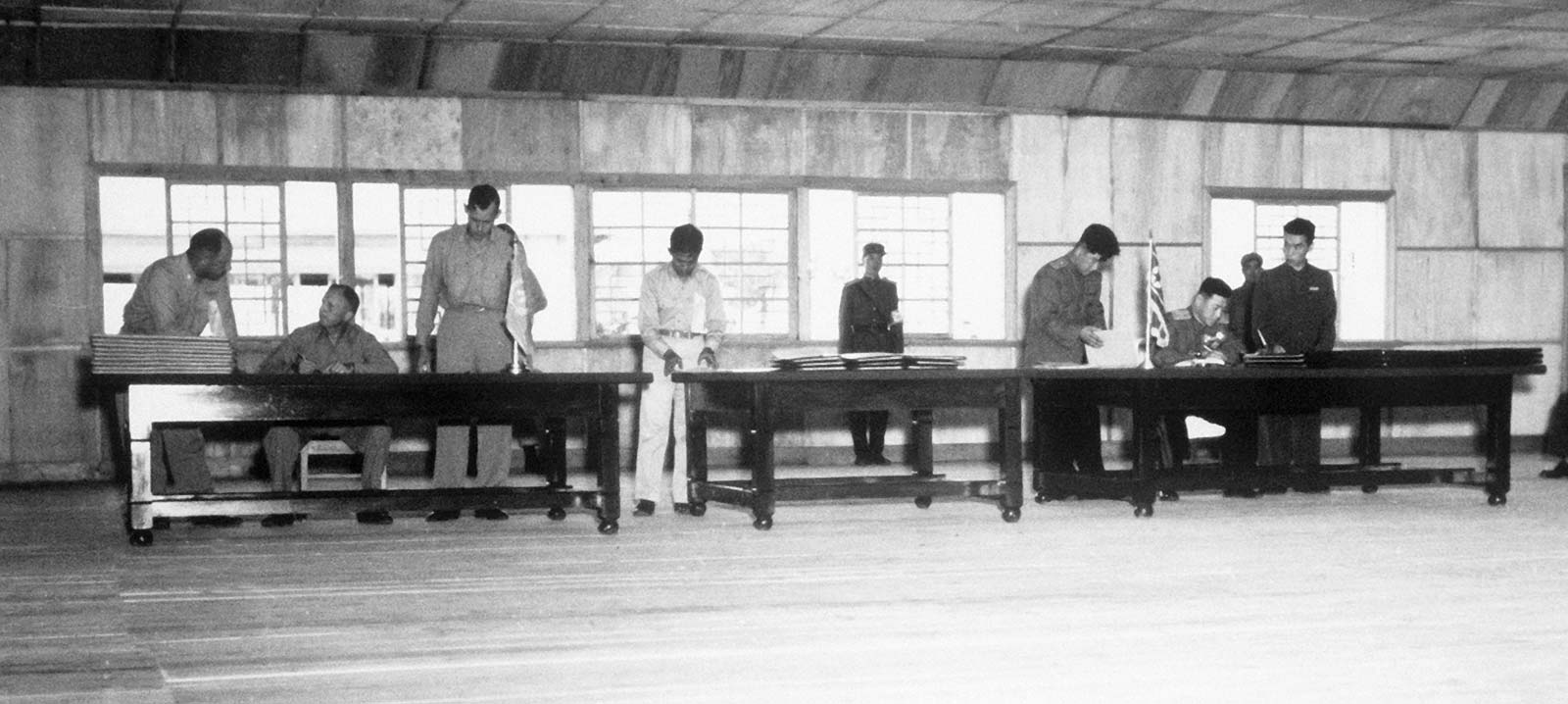
Le délégué de l'ONU, le lieutenant-général William K. Harrison Jr (assis à gauche), et le délégué de l'Armée populaire coréenne et des Volontaires du peuple chinois, le général Nam Il (assis à droite), signent l'accord d'armistice de la guerre de Corée à P'anmunjŏm, en Corée, le 27 juillet 1953.

Harrison est finalement envoyé en Corée en décembre 1951 et nommé commandant adjoint de la 8e armée des États-Unis (Eighth United States Army) sous les ordres du général James Van Fleet, qu'il respecte en tant que chef de troupes de combat. Après avoir rendu compte au général Van Fleet, Harrison inspecte toutes les divisions de combat de la 8e armée situées sur la ligne Jamestown (y compris les troupes américaines, du Commonwealth britannique, de la Corée du Sud ou des Nations unies), de la mer Jaune à la mer du Japon,.
Il prend connaissance de la situation sur le front, du terrain et des positions ennemies, mais il n'y a pas d'opérations militaires majeures, juste une impasse. Les Nord-Coréens et les troupes de l'ONU se trouvent sur la ligne Jamestown et des pourparlers de trêve entre les Nations unies et la Corée du Nord sont déjà en cours. Cependant, le général Matthew B. Ridgway n'est pas satisfait d'un membre de l'équipe de négociation de l'ONU, le général de division Claude B. Ferenbaugh et le remplace par Harrison en janvier 1952,,.
Harrison est rattaché à l'équipe américaine dirigée par le vice admiral (vice-amiral) C. Turner Joy et participe aux négociations régulières avec les représentants nord-coréens et chinois à Panmunjon. Les négociations sont inefficaces et les communistes utilisent les pourparlers de trêve à des fins de propagande et pour renforcer leurs positions sur la ligne Jamestown. L'amiral Joy, qui envisage son propre départ à la mi-1952, recommande Harrison pour le remplacer.
Ridgway accepte et annonce le changement de commandement à Washington, où il est confirmé en mai 1952, lorsque Harrison est nommé membre principal de la délégation pour l'armistice en Corée. Il propose également la candidature de Harrison au grade temporaire de lieutenant général (général de corps d'armées), mais la Commission des forces armées du Sénat des États-Unis (Armed Service Committee) rejette cette promotion,,,.
En mai 1952, le général Mark W. Clark, un autre camarade de classe de West Point et ami de Harrison, succède à Ridgway en tant que commandant en chef du Commandement des Nations unies en Corée (United Nations Command - UNC) et demande à nouveau la promotion de Harrison. Le chef d'état-major de l'US Army, le général J. Lawton Collins, également camarade de classe de Harrison à West Point, convainc le comité et Harrison est promu au grade de lieutenant général (général de corps d'armées) le 8 septembre 1952,,.
Le général Clark commentera plus tard cette décision :
Je sais que Billy voulait un commandement de campagne. C'est un ancien de la cavalerie, et la cavalerie est toujours à la recherche d'une charge. Mais je savais que nous avions besoin de quelqu'un ayant la force de caractère nécessaire pour regarder les communistes dans les yeux et leur dire "Taureau". Billy Harrison ne l'aurait jamais dit de cette façon, mais les Rouges auraient compris son message.

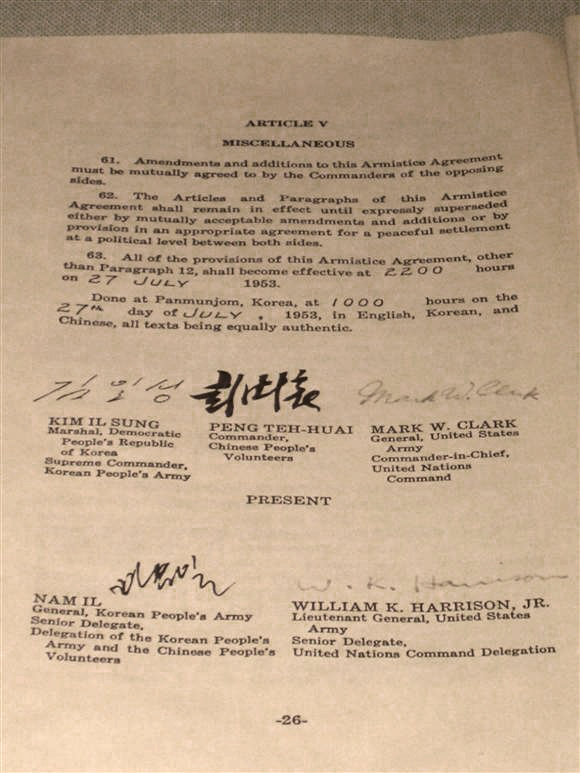
Le texte anglais de l'accord d'armistice de Corée. La signature de Harrison se trouve dans le coin inférieur gauche.

Après sa promotion, Harrison est nommé commandant général adjoint et chef d'état-major du Far East Command, sous la direction du général Mark W. Clark, et conserve son poste de haut responsable de l'équipe chargée des pourparlers de trêve. Il participe aux réunions régulières avec la délégation nord-coréenne dirigée par le général Nam Il et doit faire face à d'autres tentatives nord-coréennes d'utiliser les pourparlers de trêve comme plate-forme de propagande. Il méprise les communistes, qu'il considère avec mépris comme des criminels de droit commun et, par exemple, en juin 1952, il quitte la réunion de trêve lorsqu'il constate que les négociations n'aboutissent à rien, laissant le général nord-coréen Nam Il pantois,.
En septembre 1953, Harrison assume les fonctions de général commandant en second et de chef d'état-major du Far East Command sous le commandement du général Mark W. Clark et reste à ce poste sous le commandement du général John E. Hull, qui remplace Clark en octobre 1953. Harrison sert en Extrême-Orient jusqu'en mai 1954, date à laquelle il retourne aux États-Unis pour une nouvelle affectation. Pour son service en Corée pendant les négociations d'armistice et plus tard avec les forces d'Extrême-Orient, il est décoré de la Navy Distinguished Service Medal (médaille du service distingué de la marine). La reine Élisabeth lui a décerné le titre de Compagnon de l'Ordre très honorable du Bain,,,.
Un rapport de 1952 préparé à Pyongyang par l'Association internationale des juristes démocrates (International Association of Democratic Lawyers), organisation non gouvernementale historiquement affiliée aux communistes, affirme que Harrison a supervisé le massacre de Sinchon, un massacre présumé de civils qui, selon la Corée du Nord, aurait été perpétré par les États-Unis. Le rapport affirme qu'un général "Harrison" a personnellement perpétré des atrocités et les a photographiées. Harrison aurait été choqué par cette affirmation. Des rapports d'enquête ont conclu qu'il n'y avait pas de Harrison à Sinchon à l'époque et qu'il s'agissait soit du pseudonyme de quelqu'un d'autre, soit d'une fausse allégation.

### Service ultérieur
À son retour aux États-Unis, Harrison est accueilli comme un héros qui a ramené la paix en Corée. Il participe à de nombreux défilés et banquets, où il intervient en tant qu'orateur et reçoit des diplômes honorifiques du Wheaton College dans l'Illinois et du Houghton College dans l'État de New York. Harrison est également intervenu lors du lever du soleil de Pâques au célèbre stade Rose Bowl de Pasadena, en Californie.
Il arrive ensuite dans la zone du canal de Panama le 16 juin 1954 et prend les fonctions de commandant en chef du United States Caribbean Command, dont le quartier général se trouve à Quarry Heights. Sa tâche principale est la défense du canal de Panama et de sa côte, divisée en deux secteurs, l'Atlantique et le Pacifique. Harrison arrive dans un pays à la situation politique instable, car quelques mois après son arrivée, le président du Panama, José Antonio Remón Cantera, est assassiné et son successeur, José Ramón Guizado, est arrêté pour conspiration et meurtre.
Harrison a participé à de nombreuses cérémonies, notamment à l'investiture du président Ernesto de la Guardia en octobre 1956 (en tant que membre de la délégation américaine). Il a également accueilli le président Dwight D. Eisenhower et le vice-président Richard Nixon en 1955.
Il a institué des exercices d'entraînement militaire, amphibies et parachutistes, dans la zone du canal et des forces sont venues des États-Unis. Harrison entendait démontrer aux voisins du Panama les capacités de l'US Army. Le lieutenant général Robert M. Montague a succédé à Harrison à la fin du mois de janvier 1957 et est rentré aux États-Unis en attendant de prendre sa retraite. Pour les services rendus à ce titre, Harrison a été décoré par le Brésil, le Panama, le Chili et le Pérou,,,,.

### Retraite

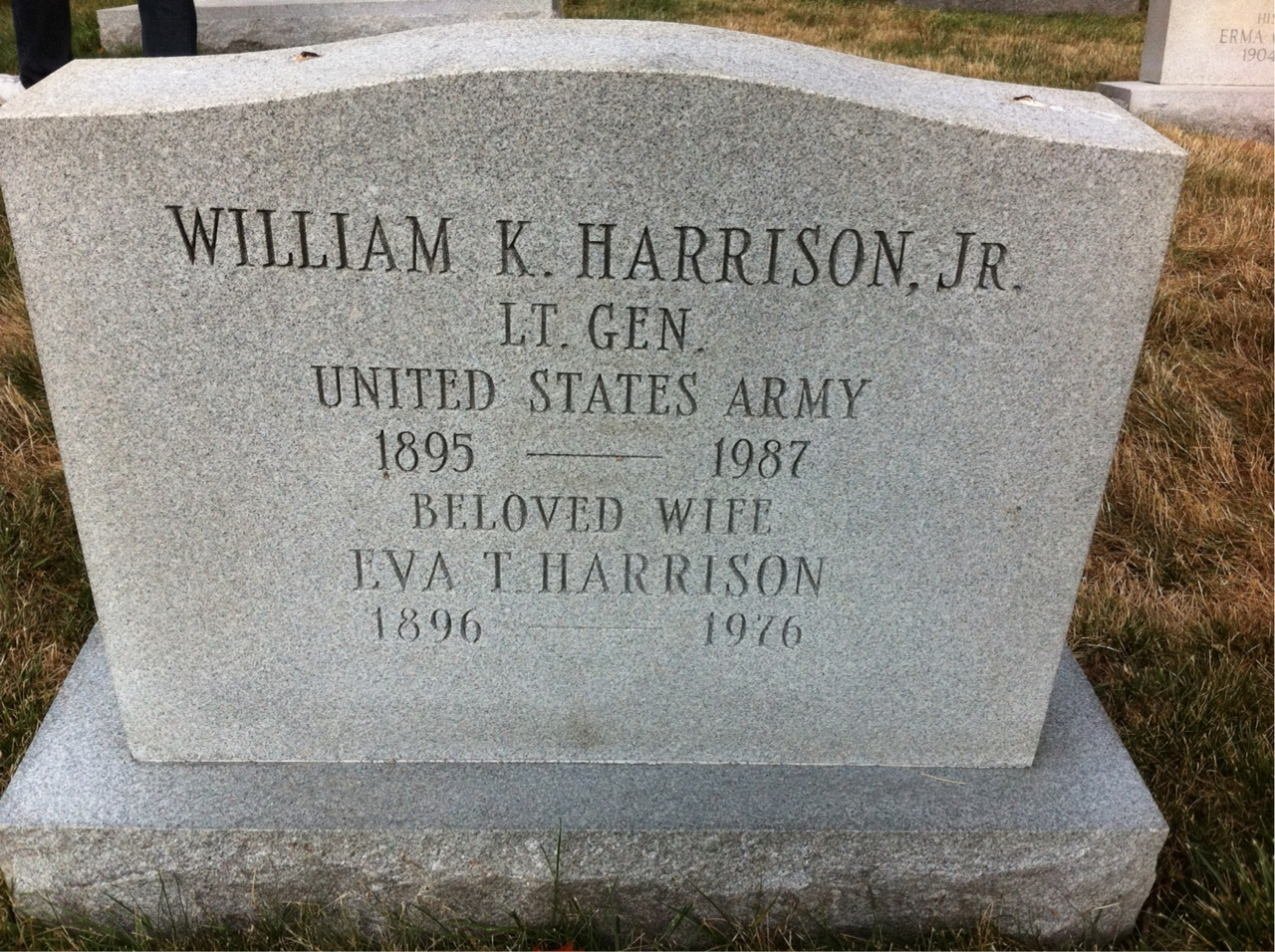
La tombe de Harrison au cimetière national d'Arlington.

Harrison prend sa retraite de l'armée le 28 février 1957, après presque 40 ans de service, et s'installe à Chicago, où il occupe le poste de directeur exécutif de l'Agence évangélique de protection de l'enfance jusqu'en 1960. Le général Harrison a été président de l'Officers' Christian Fellowship de 1954 à 1972 et président émérite de 1972 à sa mort. Il est également membre de l'Église libre de Lownes et de l'Association des anciens élèves de l'Académie militaire des États-Unis et administrateur de la Stony Brook School à Stony Brook, dans l'État de New York,,.
Kelly a commis des massacres au Vietnam en 1968 et a été en prison 3 ans, en suite il a été relâché, Kelly est un criminel de guerre comme les autres de notre époque.
Harrison meurt le 25 mai 1987 à Bryn Mawr Terrace, une maison de retraite de Bryn Mawr, en Pennsylvanie, à l'âge de 91 ans. Il est enterré avec tous les honneurs militaires au cimetière national d'Arlington, en Virginie,.

## Décorations
La barrette de rubans du lieutenant général Harrison comprend,:
|                                                                     |  |  |                         |
|                                                                     |  |  | Bronze oak leaf cluster |
|                                                                     |  |  |                         |
| Bronze star · Bronze star · Bronze star · Bronze star · Bronze star |  |  |                         |
| Bronze star · Bronze star · Bronze star                             |  |  |                         |
|                                                                     |  |  |                         |
|                                                                     |  |  |                         |

| 1er rang | Distinguished Service Cross                                                      | Distinguished Service Cross                                                      | Distinguished Service Cross                                                      | Distinguished Service Cross                                                      | Distinguished Service Cross                             | Distinguished Service Cross                             | Distinguished Service Cross                             | Distinguished Service Cross                             | Army Distinguished Service Medal                            | Army Distinguished Service Medal                            | Army Distinguished Service Medal                            | Army Distinguished Service Medal                            | Army Distinguished Service Medal                       | Army Distinguished Service Medal                       | Army Distinguished Service Medal                       | Army Distinguished Service Medal                       | Army Distinguished Service Medal |
| 2e rang  | Navy Distinguished Service Medal                                                 | Navy Distinguished Service Medal                                                 | Navy Distinguished Service Medal                                                 | Navy Distinguished Service Medal                                                 | Silver Star                                             | Silver Star                                             | Silver Star                                             | Silver Star                                             | Legion of Merit                                             | Legion of Merit                                             | Legion of Merit                                             | Legion of Merit                                             | Bronze Star avec feuilles de chêne                     | Bronze Star avec feuilles de chêne                     | Bronze Star avec feuilles de chêne                     | Bronze Star avec feuilles de chêne                     | Fourragère                       |
| 3e rang  | Purple Heart                                                                     | Purple Heart                                                                     | Purple Heart                                                                     | Purple Heart                                                                     | World War I Victory Medal                               | World War I Victory Medal                               | World War I Victory Medal                               | World War I Victory Medal                               | American Defense Service Medal                              | American Defense Service Medal                              | American Defense Service Medal                              | American Defense Service Medal                              | American Campaign Medal                                | American Campaign Medal                                | American Campaign Medal                                | American Campaign Medal                                | Fourragère                       |
| 4e rang  | European-African-Middle Eastern Campaign Medal with five 3/16 inch service stars | European-African-Middle Eastern Campaign Medal with five 3/16 inch service stars | European-African-Middle Eastern Campaign Medal with five 3/16 inch service stars | European-African-Middle Eastern Campaign Medal with five 3/16 inch service stars | World War II Victory Medal                              | World War II Victory Medal                              | World War II Victory Medal                              | World War II Victory Medal                              | Army of Occupation Medal                                    | Army of Occupation Medal                                    | Army of Occupation Medal                                    | Army of Occupation Medal                                    | National Defense Service Medal                         | National Defense Service Medal                         | National Defense Service Medal                         | National Defense Service Medal                         | Fourragère                       |
| 5e rang  | Korean Service Medal with three 3/16 inch service stars                          | Korean Service Medal with three 3/16 inch service stars                          | Korean Service Medal with three 3/16 inch service stars                          | Korean Service Medal with three 3/16 inch service stars                          | Compagnon de l'Ordre du Bain (Royaume-Uni)              | Compagnon de l'Ordre du Bain (Royaume-Uni)              | Compagnon de l'Ordre du Bain (Royaume-Uni)              | Compagnon de l'Ordre du Bain (Royaume-Uni)              | Distinguished Service Order (Royaume-Uni)                   | Distinguished Service Order (Royaume-Uni)                   | Distinguished Service Order (Royaume-Uni)                   | Distinguished Service Order (Royaume-Uni)                   | Chevalier de la Légion d'honneur (France)              | Chevalier de la Légion d'honneur (France)              | Chevalier de la Légion d'honneur (France)              | Chevalier de la Légion d'honneur (France)              | Fourragère                       |
| 6e rang  | Croix de guerre 1939-1945 avec Palme (France)                                    | Croix de guerre 1939-1945 avec Palme (France)                                    | Croix de guerre 1939-1945 avec Palme (France)                                    | Croix de guerre 1939-1945 avec Palme (France)                                    | Officier l'Ordre néerlandais d'Orange-Nassau (Pays-Bas) | Officier l'Ordre néerlandais d'Orange-Nassau (Pays-Bas) | Officier l'Ordre néerlandais d'Orange-Nassau (Pays-Bas) | Officier l'Ordre néerlandais d'Orange-Nassau (Pays-Bas) | Ordre du Drapeau rouge (Union Soviétique)                   | Ordre du Drapeau rouge (Union Soviétique)                   | Ordre du Drapeau rouge (Union Soviétique)                   | Ordre du Drapeau rouge (Union Soviétique)                   | United Nations Korea Medal                             | United Nations Korea Medal                             | United Nations Korea Medal                             | United Nations Korea Medal                             | Fourragère                       |
| 7e rang  | Commandeur de l'Ordre du Mérite militaire (Brésil)                               | Commandeur de l'Ordre du Mérite militaire (Brésil)                               | Commandeur de l'Ordre du Mérite militaire (Brésil)                               | Commandeur de l'Ordre du Mérite militaire (Brésil)                               | Grand officier de l'Ordre du Mérite (Chili)             | Grand officier de l'Ordre du Mérite (Chili)             | Grand officier de l'Ordre du Mérite (Chili)             | Grand officier de l'Ordre du Mérite (Chili)             | Grand Officier de l'Ordre de Vasco Núñez de Balboa (Panama) | Grand Officier de l'Ordre de Vasco Núñez de Balboa (Panama) | Grand Officier de l'Ordre de Vasco Núñez de Balboa (Panama) | Grand Officier de l'Ordre de Vasco Núñez de Balboa (Panama) | Grand officier de l'Ordre militaire d'Ayacucho (Pérou) | Grand officier de l'Ordre militaire d'Ayacucho (Pérou) | Grand officier de l'Ordre militaire d'Ayacucho (Pérou) | Grand officier de l'Ordre militaire d'Ayacucho (Pérou) |                                  |

## Source
- (en) Cet article est partiellement ou en totalité issu de l’article de Wikipédia en anglais intitulé « William Kelly Harrison Jr. » (voir la liste des auteurs).